# Jenas universitet
Jenas universitet (officiellt namn Friedrich-Schiller-Universität Jena) är ett universitet i Jena i Tyskland, grundat 1558 som Tysklands tionde äldsta universitet.

## Historia
Det började sin verksamhet 1548, erhöll kejsar Ferdinand I:s privilegium 1557 och invigdes 1558. De studerandes antal var störst (omkring 3000) i mitten av 1700-talet, men sin mest lysande period hade universitetet under hertig Karl Augusts tid, huvudsakligen 1787–1806, då bland andra Reinhold, Fichte, Schelling, Hegel, Schlegel, Oken och Schiller höll föreläsningar där. Avsett som ett hem för de nya religiösa åsikterna på 1500-talet, var Jenas universitet alltid en härd för nya teorier, särskild i filosofi, och det överträffade möjligen varje annat tyskt universitet i vad som allmänt ansågs vara karakteristiskt för tyskt studentliv, särskilt burschenschaften och dueller.
Från början av 1800-talet fick Jenas universitet haft kämpa mot de tyska staternas rädsla förde demokratiska åsikterna där, varjämte öppnandet av en mängd andra tyska universitet medförde en tillbakagång. Studentantalet 1909 uppgick till 1794.

## Källa
- Jena i Nordisk familjebok (andra upplagan, 1910)